# Сечура (пустеля)
Пустеля Сечура (Перуанська пустеля) — пустеля, розташована на західному узбережжі Перу, в північно-західній частині Південної Америки. Згідно з визначенням Всесвітнього фонду дикої природи, займає прибережну смугу між Андами і Тихим океаном більшої частини Перу та півночі Чилі (від провінції Піура на південь до пустелі Атакама), тягнучись углиб материка на 20—100 км та займаючи площу 188 735 км². Проте перуанські джерела зазвичай обмежують пустелю північно-західною частиною країни, фактично залишаючи південні пустелі Перу без назви, посилаючись на все узбережжя виключно як чала або коста.
Ґрунти пустелі піщані й кам'янисті. Тут знаходиться одне з найбільших у світі родовищ фосфатів, що містить також рідкісноземельні елементи і метали.

## Клімат
Пустеля Сечура належить до екстраарідних пустель, пасатна інверсія на східному краю могутнього субтропічного антициклона, що регулярно виникає в даному регіоні, утрудняє перенесення вологи вгору, що є причиною дуже малої кількості опадів (20—50 мм на рік). Дощі випадають раз на декілька років, що не дивно, враховуючи близькість пустелі Атакама — найсухішого місця на планеті.
Сечура — найпрохолодніша зі всіх пустель, середньорічна температура тут становить 22 °C. Холодні прибережні води і стійкі південно-західні вітри знижують температуру повітря на узбережжі та обумовлюють її постійність. Улітку (з грудня по березень) на її території тепло і сонячно, середня температура перевищує 24 °C. Узимку (з червня по вересень) прохолодно і хмарно, температура змінюється від 16 °C вночі до 24 °C вдень. Узимку з моря утворюються негусті тумани (товщина шару — 300—400 м), які підіймаються на висоти 700—1000 м, надаючи тінь і прохолоду та захищаючи землю від надмірного випаровування. Поверхневі води з самої пустелі майже повністю відсутні. Для пустелі характерні часті і сильні вітри, які переміщають на значні відстані маси піску.

## Історія
Численні річки, що перетинають пустелю, відвіку були центрами цивілізацій, таких як культура Наска, відома завдяки велетенським малюнкам — геогліфам Наски; Мочика, яка процвітала на рибальстві, вирощування морських свинок, гарбузів і арахісу. Їх послідовник, культура Сікан (приблизно 800—1300 роки) відома своєю золотою металургією. Іригаційне землеробство по берегах річок використовується і нині.
Пустеля отримала свою назву від міста Сечура. У 1728 році місто знищило цунамі і його перенесли на нове місце.
Явище Ель-Ніньйо іноді викликає в регіоні повені. У 1998 році повінню залило прибережну частину пустелі. У результаті на сухому безплідному ґрунті тимчасово утворилося друге за величиною в Перу озеро (довжина 145 км, ширина 30 км, глибина 3 м).

## Ресурси Інтернету
- Пустеля Сечура на сайті WWF